# كوبروكوي

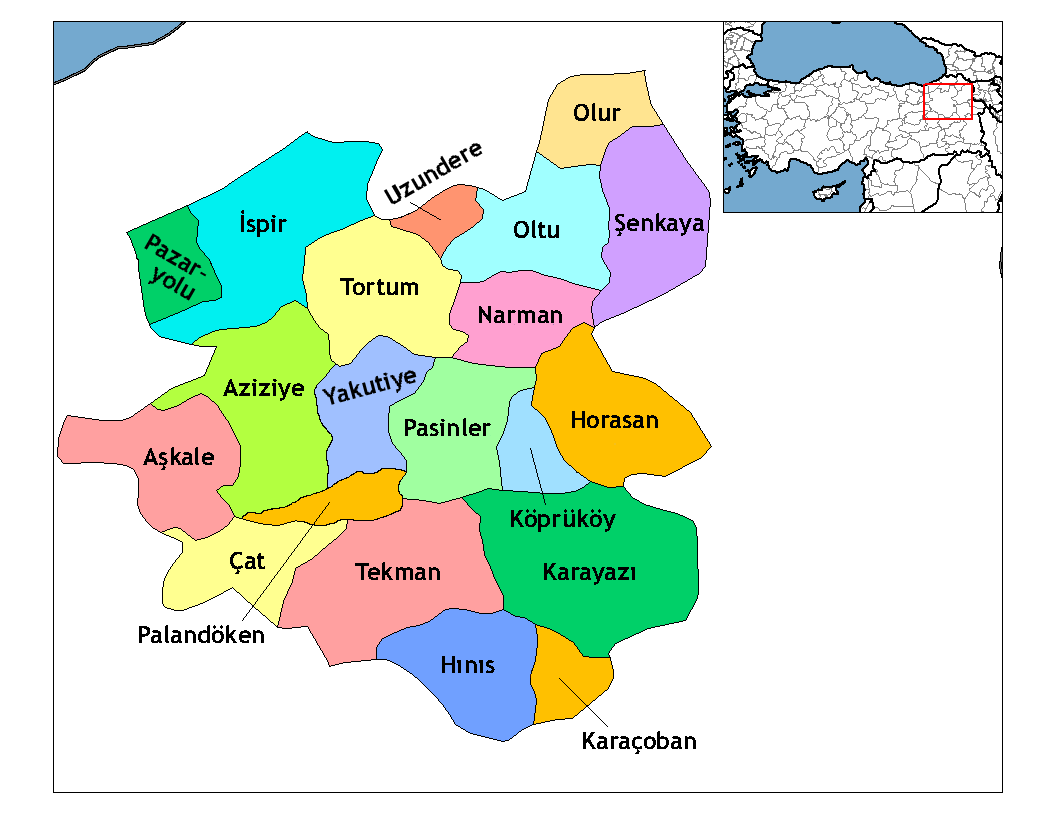

كوبروكوي (بالتركية: Köprüköy) هي قرية ومقاطعة تقع في محافظة أرضروم في شرق الأناضول في الجمهورية التركية، يبلغ عدد سكان كوربروكوي نحو 1765 نسمة فيما يقطن في محيط مقاطعة كوبروكوي نحو 18,700 نسمة (2008) وتبلغ مساحة مقاطعة كوبروكوي 465 كيلو مترا مربعا.

## قلعة أڤنيق
تقع بها قلعة أڤنيق الأثرية التي انتظر فيها تيمورلنك مدة شهرين من عام 1402م أثناء غزوه الأناضول، وقبيل معركة أنقرة في 20 أو 28 يوليو 1402م.

## وصلات خارجية
- الموقع الرسمي لمقاطعة كوبروكوي